# Opisthoxia amabiliata
Opisthoxia amabiliata är en fjärilsart som beskrevs av Achille Guenée 1858. Opisthoxia amabiliata ingår i släktet Opisthoxia och familjen mätare. Inga underarter finns listade i Catalogue of Life.